# Цельмув
Цельмув (пол. Cielmów, нім. Zilmsdorf) — село в Польщі, у гміні Туплиці Жарського повіту Любуського воєводства.
Населення — 353 особи (2011).
У 1975-1998 роках село належало до Зеленогурського воєводства.

## Демографія
Демографічна структура станом на 31 березня 2011 року:
|          | Загалом | Допрацездатний вік | Працездатний вік | Постпрацездатний вік |
| -------- | ------- | ------------------ | ---------------- | -------------------- |
| Чоловіки | 177     | 34                 | 128              | 15                   |
| Жінки    | 176     | 29                 | 109              | 38                   |
| Разом    | 353     | 63                 | 237              | 53                   |